# 如来町 (名古屋市)
如来町（にょらいちょう）は、愛知県名古屋市北区にある地名。丁番を持たない単独町名である。住居表示未実施。

## 地理
名古屋市北区の北部に位置する。東は如意、西は丸新町、南は若鶴町、北は苗田町に接する。

## 歴史

### 町名の由来
旧如意村（のち楠村大字如意）の小字名に由来する。字如来は、直会とも書き、それを「にょらい」と読んだことに由来する。また、洪水により祠が当地に流れてきたことから（「如意」という地域に「来た」ということから）、「如来」と称したことに由来するともいう。

### 沿革
- 1978年（昭和53年） - 北区楠町大字如意の一部より成立[3]。

## 世帯数と人口
2019年（平成31年）1月1日現在の世帯数と人口は以下の通りである。
| 町丁   | 世帯数  | 人口  |
| ------ | ------- | ----- |
| 如来町 | 281世帯 | 672人 |

### 人口の変遷
国勢調査による人口の推移
| 2000年（平成12年） | 457人 | [ WEB 6 ] |  |
| 2005年（平成17年） | 556人 | [ WEB 7 ] |  |
| 2010年（平成22年） | 665人 | [ WEB 8 ] |  |
| 2015年（平成27年） | 672人 | [ WEB 9 ] |  |

## 学区
市立小・中学校に通う場合、学校等は以下の通りとなる。また、公立高等学校に通う場合の学区は以下の通りとなる。
| 番・番地等 | 小学校             | 中学校             | 高等学校 |
| ---------- | ------------------ | ------------------ | -------- |
| 全域       | 名古屋市立楠小学校 | 名古屋市立楠中学校 | 尾張学区 |

## 施設
- 名古屋市立北高等学校
- パーマハウスリリー

## 交通

### バス
- 名古屋市営バス（名古屋市交通局）
  - 北高校停留所[WEB 12]
    - ウのりば - 黒川11系統（黒川行）・楠巡回系統（西味鋺経由左回り如意車庫前行）

  - 如意一丁目停留所[WEB 13]
  - 2013年4月1日ダイヤ改正以前は如意北裏停留所と称していた[WEB 14]。
    - アのりば - 楠巡回系統（楠支所経由右回り如意車庫前行・西味鋺経由左回り如意車庫前行）
    - エのりば - 楠巡回系統（如意車庫前行）

### 道路
- 愛知県道59号名古屋中環状線

## その他

### 日本郵便
- 郵便番号 : 462-0008[WEB 3]（集配局：名古屋北郵便局[WEB 15]）。

### WEB
1. ↑  “愛知県名古屋市北区の町丁・字一覧”.   人口統計ラボ. 2017年10月7日閲覧。
2. 1 2  “町・丁目(大字)別、年齢(10歳階級)別公簿人口(全市・区別)”.   名古屋市 (2019年1月23日). 2019年1月23日閲覧。
3. 1 2  “郵便番号”.  日本郵便. 2019年1月6日閲覧。
4. ↑  “市外局番の一覧”.   総務省. 2019年1月6日閲覧。
5. ↑  名古屋市役所市民経済局地域振興部住民課町名表示係 (2015年10月21日). “北区の町名一覧”.   名古屋市. 2017年10月7日閲覧。
6. ↑  名古屋市役所総務局企画部統計課統計係 (2005年7月1日). “（刊行物）名古屋の町(大字)・丁目別人口 (平成12年国勢調査) 北区” (xls). 2017年10月8日閲覧。
7. ↑  名古屋市役所総務局企画部統計課統計係 (2007年6月29日). “平成17年国勢調査　名古屋の町(大字)別・年齢別人口 北区” (xls). 2017年10月8日閲覧。
8. ↑  名古屋市役所総務局企画部統計課統計係 (2012年6月29日). “平成22年国勢調査　名古屋の町(大字)別・年齢別人口 北区” (xls). 2017年10月8日閲覧。
9. ↑  名古屋市役所総務局企画部統計課統計係 (2017年7月7日). “平成27年国勢調査　名古屋の町(大字)別・年齢別人口” (xls). 2017年10月8日閲覧。
10. ↑  “市立小・中学校の通学区域一覧”.   名古屋市 (2018年11月10日). 2019年1月14日閲覧。
11. ↑  “平成29年度以降の愛知県公立高等学校（全日制課程）入学者選抜における通学区域並びに群及びグループ分け案について”.   愛知県教育委員会 (2015年2月16日). 2019年1月14日閲覧。
12. ↑  名古屋市交通局 なごや地図ナビ 北高校2013年9月8日閲覧。
13. ↑  名古屋市交通局 なごや地図ナビ 如意一丁目2013年9月8日閲覧。
14. ↑  市バスのダイヤ改正及び運行経路の一部変更等のお知らせ（名古屋市交通局）2013年9月9日閲覧(WEB魚拓 2013年9月9日取得)。
15. ↑  郵便番号簿 平成29年度版 - 日本郵便. 2019年01月06日閲覧 (PDF)

### 文献
1. ↑  北区制50周年記念事業実行委員会編『北区誌』1994年、544頁。
2. ↑  名古屋市楠町誌編纂委員会編著『名古屋市楠町誌』名古屋市楠町誌刊行会、1957年10月、123頁。
3. ↑  「角川日本地名大辞典」編纂委員会『角川日本地名大辞典 23 愛知県』、角川書店、1989年、1029頁。